# Experience (альбом The Prodigy)
Experience (с англ. — «Опыт») — дебютный студийный альбом британского музыкального электронного коллектива The Prodigy, вышедший в сентябре 1992 года.

## Об альбоме
Первоначально Хоулетт хотел собрать своеобразный рейв–альманах, однако позже решился на сооружение более многозначимого лонгплея, вся музыка была записана на старых синтезаторах, созданными ещё до 1989 года, что дало альбому весьма типичное для рейва звучание.
Дебютная пластинка написана Лиамом Хаулеттом во времена рейвовой эпохи. LP сочетает жёсткую танцевальную скорость с совмещением разных жанров, включая техно, джангл, что воедино представляет целое многоплановое звучание разных степеней. Музыкальные треки представляют собой очень резкую скорость, хаотичные ломаные ритмы с сочетанием клавишных вставок, «рейвовые» забавные электронные звуки и кукольные голоса, которые на самом деле просто являются ускоренными семплами. Практически каждая композиция имеет скорость свыше 140 bpm, не считая трека «Weather Experience».
19 июня 2001 года вышел сборник ремиксов и би-сайдов первых синглов 1991–1993 годов под названием Experience Expanded.

## Критический прием
| Оценки критиков      | Оценки критиков |
| Источник             | Оценка          |
| -------------------- | --------------- |
| AllMusic             | [ 1 ]           |
| Robert Christgau     | [ 2 ]           |
| Entertainment Weekly | (B)             |
| Q                    | [ 4 ]           |
| Record Collector     | [ 5 ]           |
| Select               | [ 6 ]           |
| Spin                 | (9/10)          |

Experience получил очень положительные отзывы от музыкальных критиков. Джон Буш из AllMusic дал альбому 5 из 5 звёзд, заявив, что он «представляет The Prodigy на пике своей популярности с самого начала» и заявил, что «чуть ли не каждая песня звучит как потенциальный топ-чарт». Том Юинг из Freaky Trigger оценил альбом как «четырехминутное-предупреждение, [...] гиперактивные взрывы рейва, которые хвастались подлинной непочтительностью, а не научным отношением». Музыкант Моби описывал Experience как изменение своего восприятия о танцевальных альбомах; ранее он чувствовал, что «танцевальные альбомы всегда терпели неудачу [...] потому что они не работали по всей длине записи. В основном, это были одиночные коллекции, что было именно то, что я не хотел делать», и отметил, что Experience «впечатлил меня, потому что им удалось создать полный опыт прослушивания, который охватывал различные стили. Это было то видение, которое я имел в своём дебютном альбоме».

## Список композиций
Вся музыка написана Лиамом Хоулеттом.
| №                   | Название                                   | Длительность |
| ------------------- | ------------------------------------------ | ------------ |
| 1.                  | «Jericho»                                  | 3:42         |
| 2.                  | «Music Reach (1/2/3/4)»                    | 4:12         |
| 3.                  | «Wind It Up»                               | 4:33         |
| 4.                  | «Your Love» (Remix)                        | 5:30         |
| 5.                  | «Hyperspeed» (G-Force Part 2)              | 5:16         |
| 6.                  | «Charly» (Trip into Drum and Bass Version) | 5:12         |
| 7.                  | «Out of Space»                             | 4:57         |
| 8.                  | «Everybody in the Place» (155 and Rising)  | 4:10         |
| 9.                  | «Weather Experience»                       | 8:06         |
| 10.                 | «Fire» (Sunrise Version)                   | 4:57         |
| 11.                 | «Ruff in the Jungle Bizness»               | 5:10         |
| 12.                 | «Death of the Prodigy Dancers» (Live)      | 3:43         |
| Общая длительность: | Общая длительность:                        | 59:28        |

| №                   | Название                                             | Длительность |
| ------------------- | ---------------------------------------------------- | ------------ |
| 1.                  | «Your Love»                                          | 6:02         |
| 2.                  | «Ruff in the Jungle Bizness» (Uplifting Vibes Remix) | 4:16         |
| 3.                  | «Charly» (Alley Cat Remix)                           | 5:21         |
| 4.                  | «Fire» (Edit)                                        | 3:24         |
| 5.                  | «We Are the Ruffest»                                 | 5:18         |
| 6.                  | «Weather Experience» (Top Buzz Remix)                | 6:53         |
| 7.                  | «Wind It Up (Rewound)»                               | 6:21         |
| 8.                  | «G-Force (Energy Flow)»                              | 5:23         |
| 9.                  | «Crazy Man»                                          | 4:08         |
| 10.                 | «Out of Space» (Techno Underworld Remix)             | 4:44         |
| 11.                 | «Everybody in the Place» (Fairground Remix)          | 5:07         |
| Общая длительность: | Общая длительность:                                  | 56:57        |

### Изменения на цифровых площадках
В декабре 2023 года пользователи социальных сетей обратили внимание на то, что на некоторых стриминговых платформах исчезла классическая версия альбома. Однако переиздания 2001 и 2008 годов остались доступны. Тем не менее, из этих переизданий пропал трек «Wind It Up», а вместе с ним и его одноимённый сингл.
23 ноября 2024 года стало известно, что с тех же стриминговых платформ исчезли треки «Hyperspeed (G-Force Part 2)» и «Charly (Trip Into Drum And Bass Version)».
Причина удаления оставалась неизвестной, однако некоторые пользователи предполагали, что это может быть связано с авторскими правами на оригинальные песни, из которых были взяты сэмплы. Однако официального подтверждения этой версии не было.
| №                   | Название                                  | Длительность |
| ------------------- | ----------------------------------------- | ------------ |
| 1.                  | «Jericho»                                 | 3:42         |
| 2.                  | «Music Reach (1/2/3/4)»                   | 4:12         |
| 3.                  | «Your Love» (Remix)                       | 5:30         |
| 4.                  | «Out of Space»                            | 4:57         |
| 5.                  | «Everybody in the Place» (155 and Rising) | 4:10         |
| 6.                  | «Weather Experience»                      | 8:06         |
| 7.                  | «Fire» (Sunrise Version)                  | 4:57         |
| 8.                  | «Ruff in the Jungle Bizness»              | 5:10         |
| 9.                  | «Death of the Prodigy Dancers» (Live)     | 3:43         |
| Общая длительность: | Общая длительность:                       | 44:27        |

## Позиции в чартах и сертификации
| Чарт (1992–1993)                       | Высшая позиция |
| -------------------------------------- | -------------- |
| Австралия (ARIA)                       | 163            |
| Нидерланды (Album Top 100)             | 20             |
| Франция (SNEP)                         | 59             |
| Германия (Offizielle Top 100)          | 75             |
| Великобритания (UK Albums Chart)       | 12             |
| Великобритания (UK Dance Albums Chart) | 5              |

| Регион | Сертификация | Продажи  |
| --- | ------------ | -------- |
| Польша (ZPAV) | Золотой      | 50 000*  |
| Великобритания (BPI) | Платиновый   | 300 000^ |
| * Данные о продажах приведены только на основе сертификации. ^ Данные о тиражах приведены только на основе сертификации. |              |          |

## Участники записи
- Лиам Хоулетт — производство, клавиатуры, синтезаторы, сэмплирование, программирование, инжиниринг.
- Максим Реалити — вокал «Death of the Prodigy Dancers» (Live).
- Симона Берримэн[18] — вокал в «Music Reach (1/2/3/4)», «Ruff in the Jungle Bizness»[19] и «Rip Up the Sound System» (внеальбомная песня).
- Алекс Гарланд — работа над альбомом.
- Майк Чемпион — менеджмент.